# 斯馬威與辛希利
斯馬威（太魯閣語：Smawi）與辛希利（Snsiri），是台灣太魯閣族文蘭部落（花蓮縣秀林鄉文蘭村）神話裡的一對巨人兄弟，他們跟族人和平相處，但後來因為某些原因雙雙殞命。

## 形象
斯馬威和辛希利都長得相當高大，他們有普通人的房子那麼高、腳印有一條馬路那麼寬、身上長滿了長毛，長毛相當堅韌，需要開槍才能弄斷，其中辛希利只有身體上有毛，腳上沒有。兩人雖然跟太魯閣族人的外觀差很多還不穿衣服，但其他方面的生活方式卻沒有什麼不一樣。他們住在巴托蘭（Btulan，位於立霧溪中游左岸的錐麓山東南側，在現今中部橫貫公路靳珩橋與燕子口北側之立霧溪高位河階臺地）深山的一間大房子裡，一天只吃一餐，並且各需要煮一個盆子的小米才夠。
此外，斯馬威還有一位妻子，跟他一樣是巨人。

## 傳說

### 和族人的相處
傳說中斯馬威跟太魯閣族族人的關係非常好，在族人打獵結束後，他會幫族人把獵物搬回家裡。雙方的交情源自於某次斯馬威主動帶著肉前往太魯閣族的部落，族人看到他高大的樣子都很害怕，想要用弓箭射他，但斯馬威身上的長毛讓他不受弓箭所傷，而他也主動釋出善意把肉送給族人吃，族人也回送他稻米，雙方就這樣建立起友好的關係；另有說法是有八位族人一起上山並發現他們的住處，對於他們能夠砍倒大樹並住在大房子裡感到很害怕，但在兄弟倆主動釋出善意後才開始交好的。

### 死亡
當時除了太魯閣族認識他們兄弟倆之外，南方的阿美族部落裡也有兩位巨人，某天他們雙方因為不明原因（有可能是出草）而發生戰鬥，戰鬥的過程中辛希利被殺了，但斯馬威存活下來，並且在之後跟妻子因為生病而死亡。